# 弗朗西斯·墨菲
弗朗西斯·墨菲（英語：Francis Murphy，1928年4月22日—2012年11月22日），澳大利亚男子跳水运动员。他曾代表澳大利亚参加1950年大英帝国运动会跳水比赛，获得男子10米跳台铜牌。